# T-мезон
Т-мезони — це гіпотетичні мезони з істинністю +1 та ізотопічним спіном1⁄2.. Вони групуются в мультиплети по три частинки: те-мінус-мезон T- , те-нуль-мезон T0, те-плюс-мезон T+ . Причому T- є античастинкою для T+.
На сьогоднішній день Т-мезони жодного разу не спостерігалися. Незважаючи на те, що t-кварк відкритий ще в 1995 році, досі не вдавалося виявити їх комбінації з іншими кварками.
Також можуть існувати аналогічні частинки, в яких замість u- і d-кварків є присутніми s-, c- або b-кварк, називаються відповідно: дивний T-мезон {\displaystyle T_{s}^{+}}, зачарованний T-мезон {\displaystyle T_{c}^{0}} та чарівний T-мезон {\displaystyle T_{b}^{+}}.